# Ischioscia marmorata
Ischioscia marmorata là một loài chân đều trong họ Philosciidae. Loài này được Leistikow miêu tả khoa học năm 2000.